# Plage de Tillet
La Plage de Tillet ou Plage de l'Anse-Tillet est une plage de sable ocre située au nord de Deshaies et au sud de Sainte-Rose, en Guadeloupe.

## Description
La plage de Tillet, longue de 173 m, se situe au nord de Deshaies, entre la Pointe du Grand Bas-Vent et le Gros Cap.
Face à l'îlet à Kahouanne et à Tête à l'Anglais, plage familiale, abritée dans une anse, protégée par une barrière de corail, elle est ombragée. Bien que coupée du vent, les vagues peuvent y être violentes. Inaccessible en voiture, on y accède à partir de la nationale 2 par un parking en arc de cercle (ancienne route). De ce parking, il faut emprunter un chemin de pierre qui descend à la plage pendant environ 150 m.
Contrairement à une légende diffusée sur internet, il ne s'agit pas d'une plage naturiste, celle-ci se trouvant à environ 800 m derrière le Gros Cap et son accès y étant possible en poursuivant le chemin déjà emprunté pour se rendre à Tillet.
Le cadre paradisiaque qu'offre Anse Tillet en fait le lieu de différents tournages cinématographiques, tels Meurtres au paradis et de prises de vue pour mannequinat ou catalogues,.
La plage, avec la pointe de la Perle, est une zone protégée du Conservatoire du littoral.

## Galerie

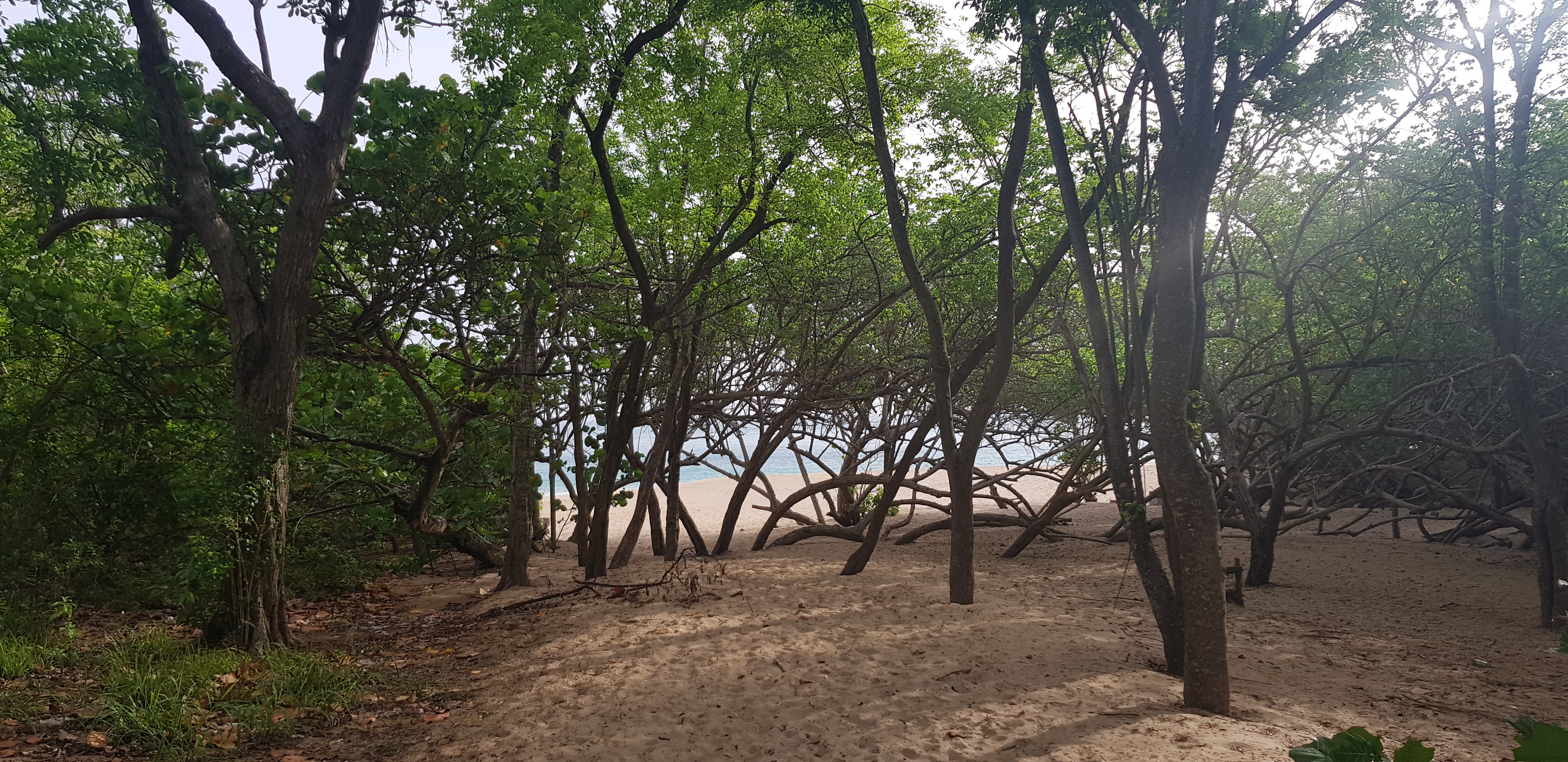
Entrée de la plage de Tillet
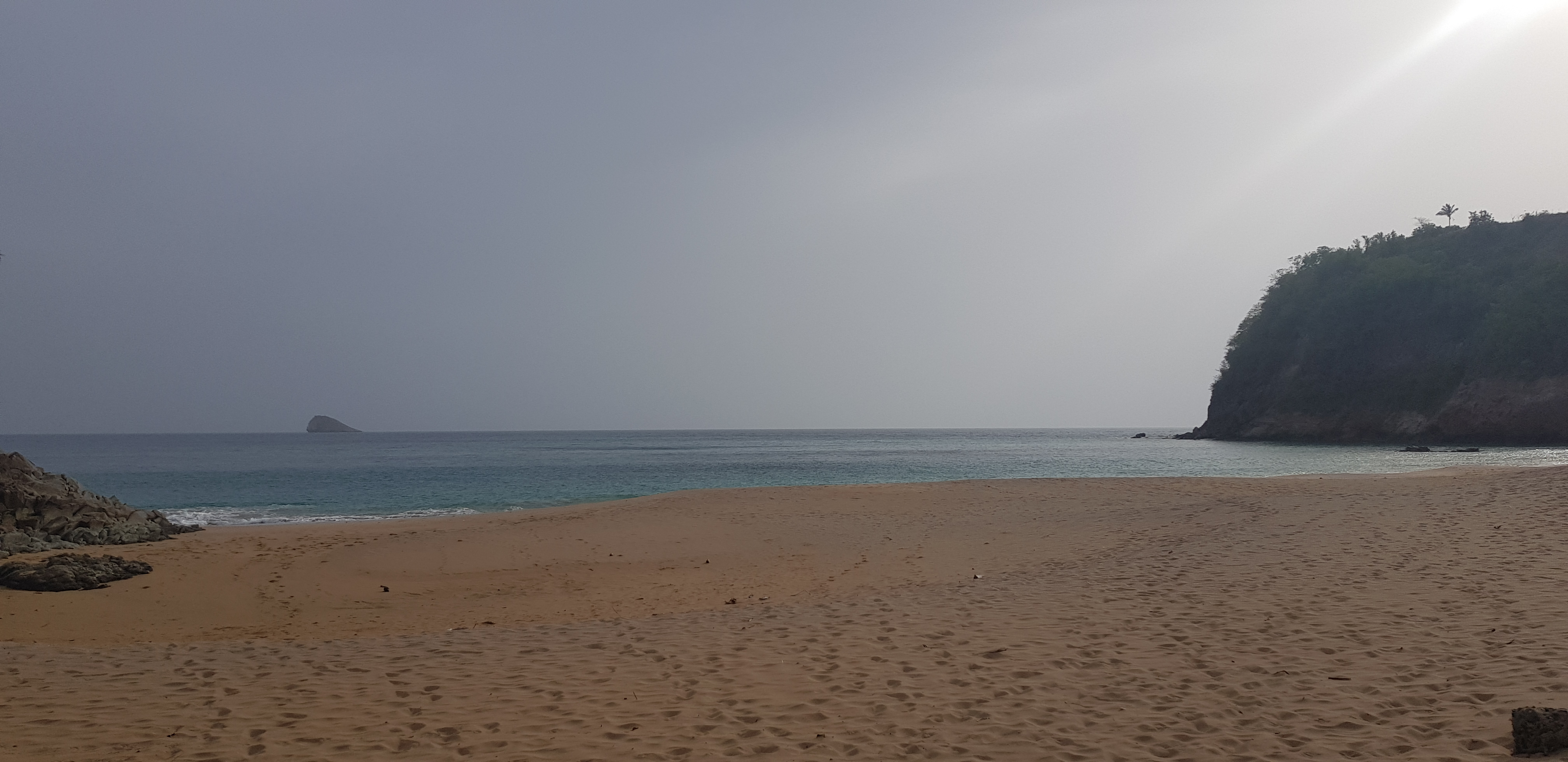
La plage de Tillet, Gros Cap et vue sur Tête à l'Anglais
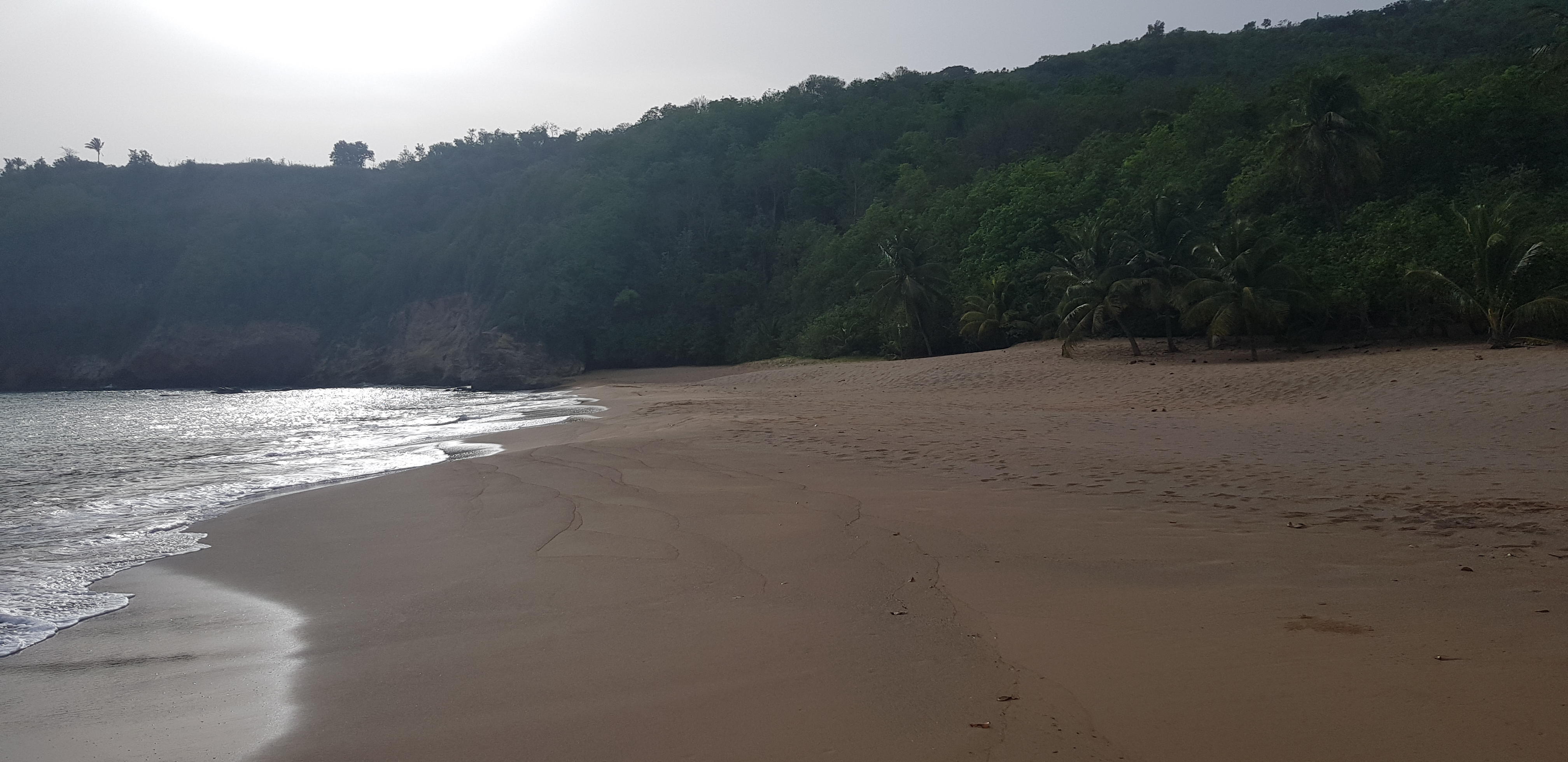
Plage de Tillet (vue sur Gros Cap)
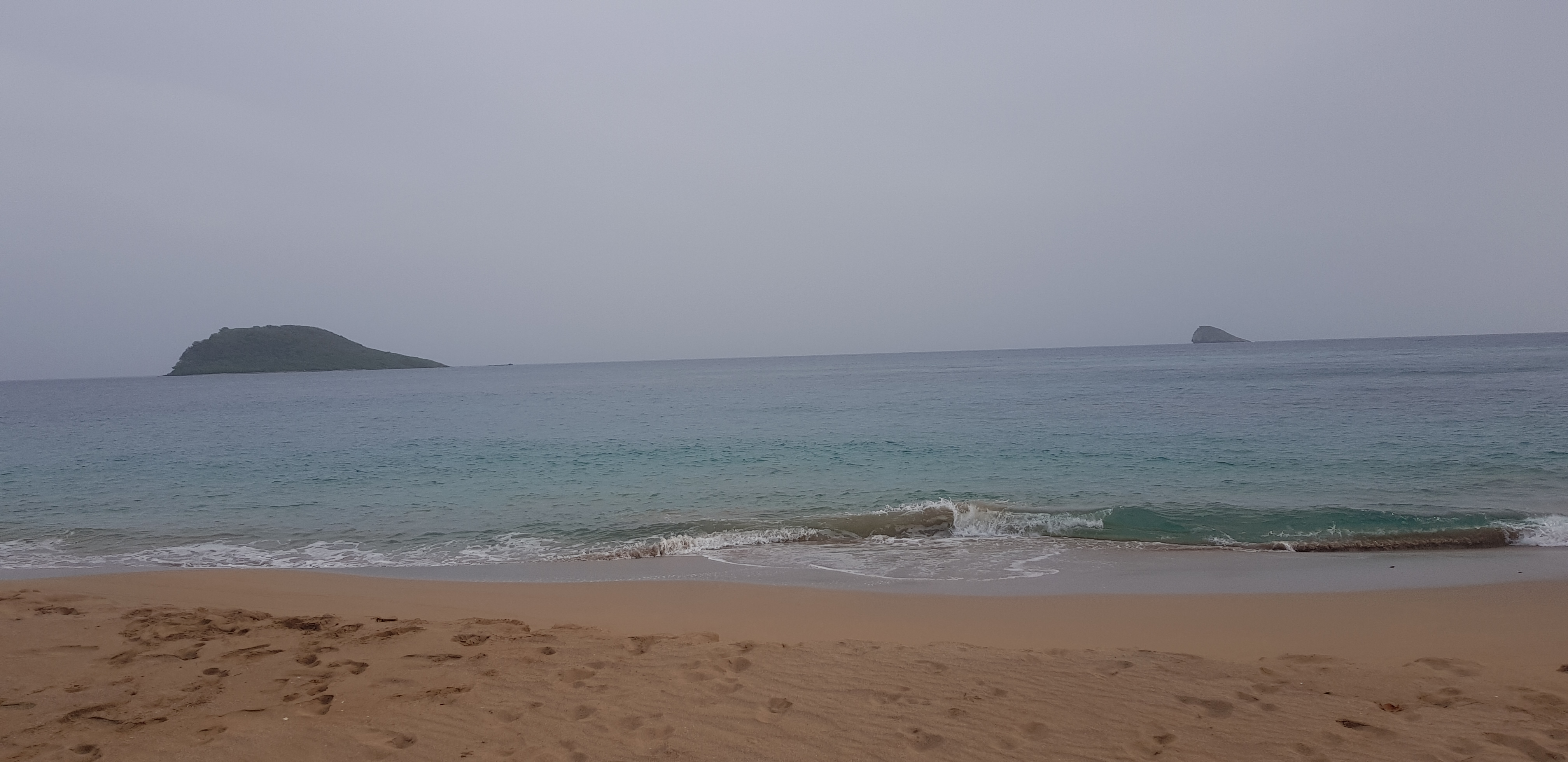
Plage de Tillet, vue sur l'îlet Kahouanne et Tête à l'Anglais
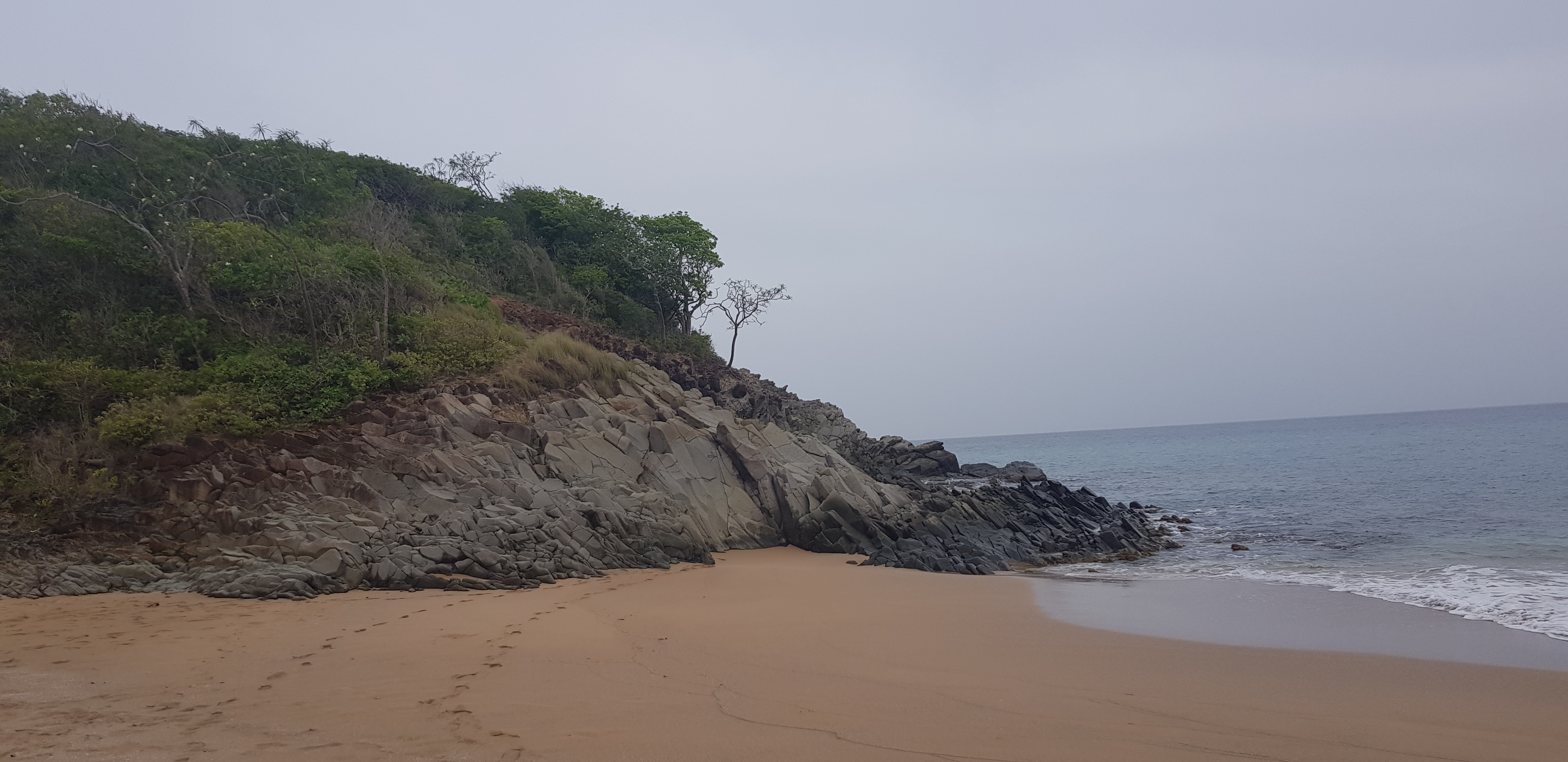
Pointe du Grand Bas-Vent
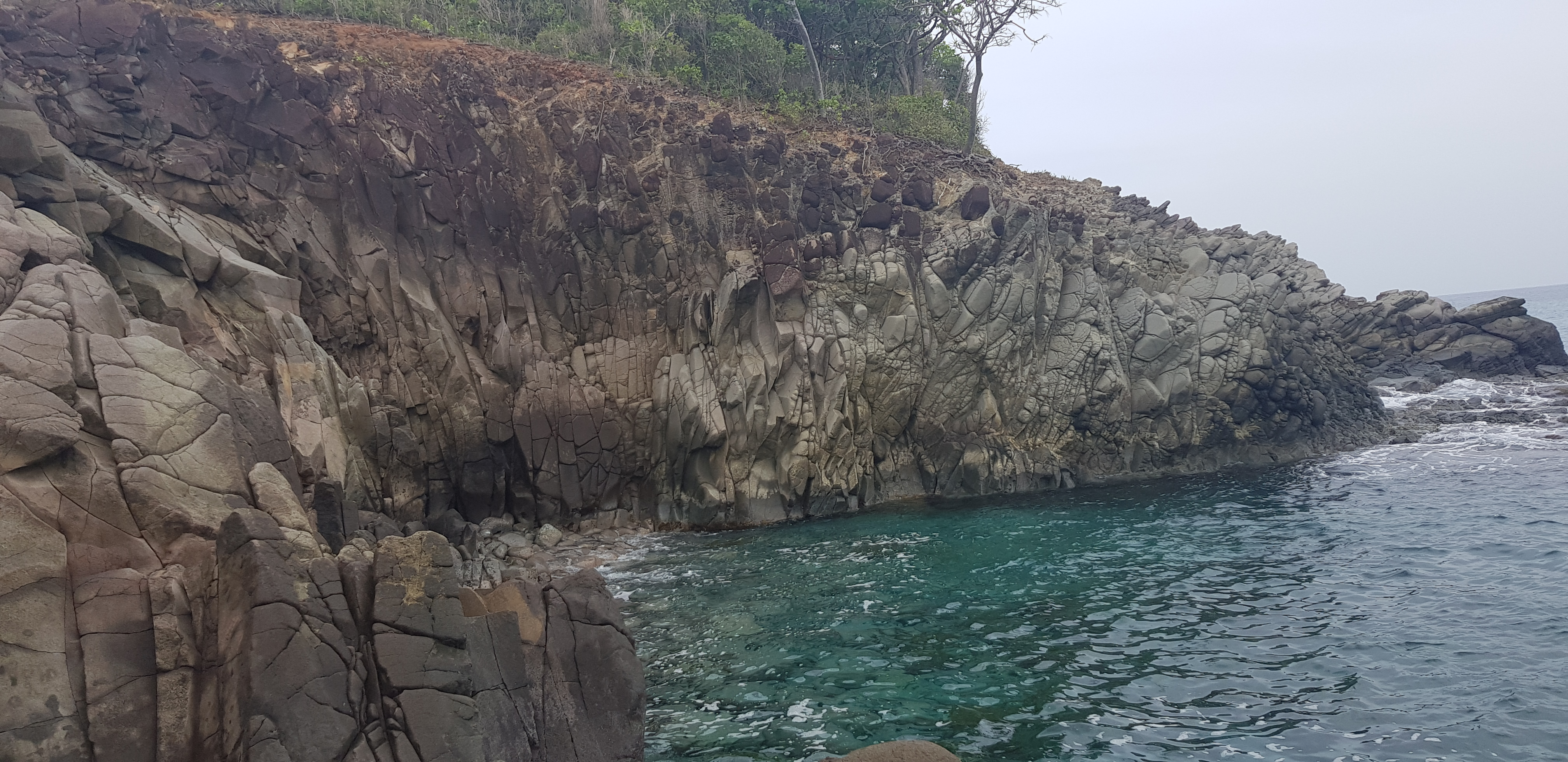
Plage de Tillet, roches de la pointe du Grand Bas-Vent
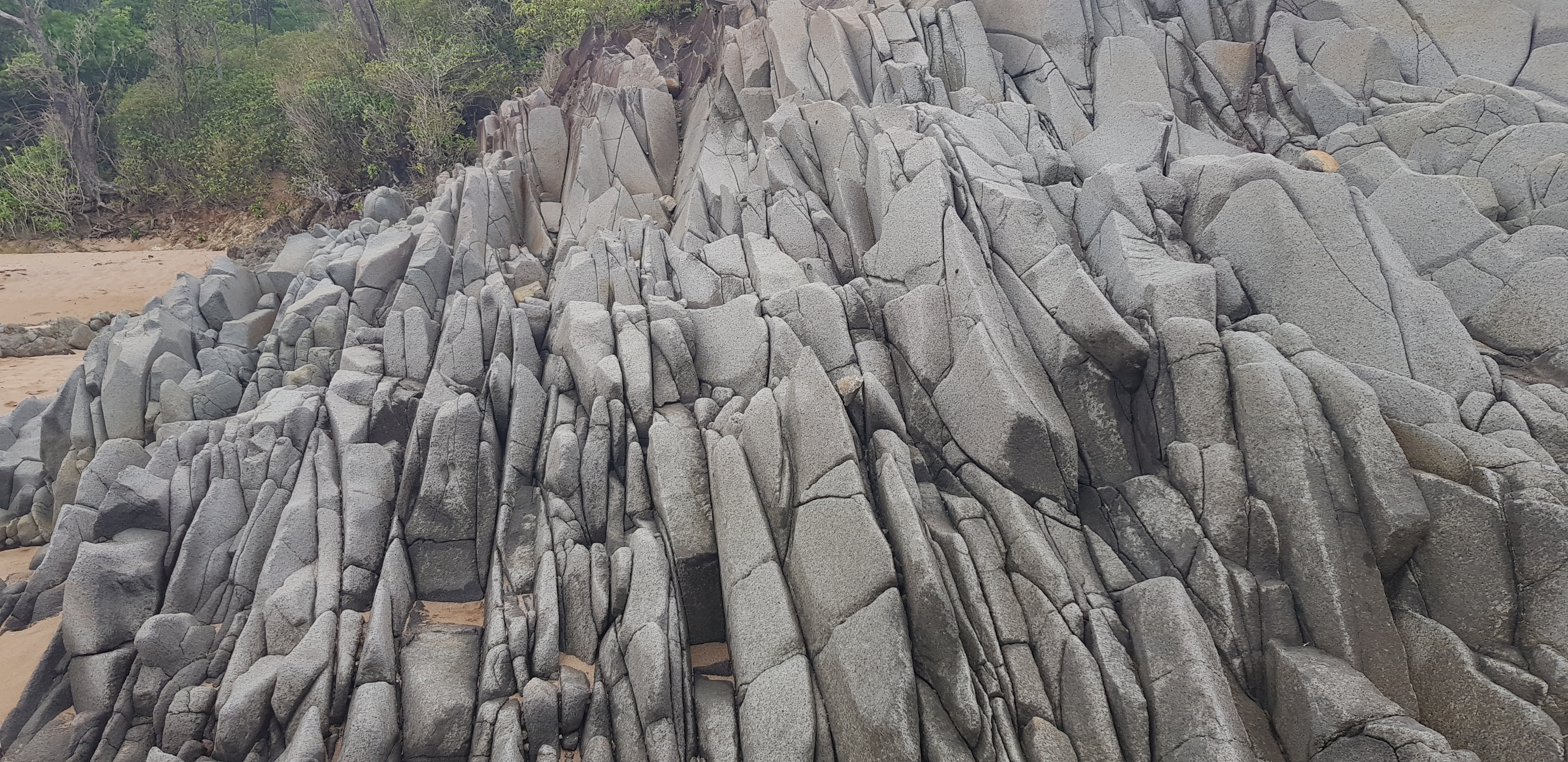
Plage de Tillet, type de roches